# Alain Souchon

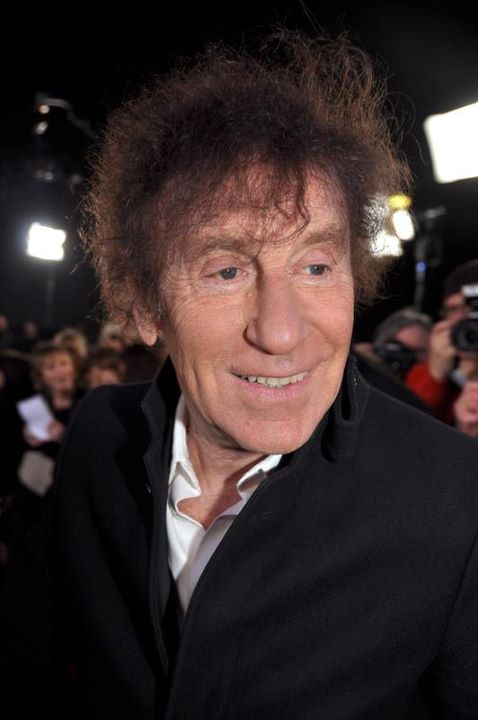
Alain Souchon (2012)

Alain Souchon (* 27. Mai 1944 in Casablanca, Marokko; eigentlich Alain Kienast) ist ein französischer Liedermacher, Sänger und Schauspieler.

## Werdegang
Beeinflusst von Georges Brassens und Jacques Brel, aber auch vom britischen Beat, stand Souchon seit Ende der 1960er Jahre auf der Bühne. Seinen Lebensunterhalt verdiente er zunächst in kleinen Pariser Clubs und Kabaretts. 1971 erhielt er seinen ersten Plattenvertrag bei dem Label Pathé-Marconi. Ab 1974 arbeitete er mit Laurent Voulzy zusammen und orientierte sich stärker an angelsächsischer Musik. Diese Zusammenarbeit brachte ihm mit dem Album J'ai 10 ans den Durchbruch. 1975 trat er erstmals, im Vorprogramm von Jean-Jacques Debout, im Pariser Olympia auf. Er ist einer der populärsten Musiker in Frankreich.
Außerdem hat er in insgesamt sieben Filmen mitgespielt. Seine bekannteste Rolle spielte er unter der Regie von Jean Becker an der Seite von Isabelle Adjani als Mechaniker «Pin Pon» in Ein mörderischer Sommer.

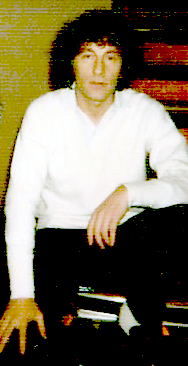
Alain Souchon (1978)

## Diskografie

### Studioalben
| Jahr | Titel                             | Höchstplatzierung, Gesamtwochen, AuszeichnungChartplatzierungen (Jahr, Titel, Platzierungen, Wochen, Auszeichnungen, Anmerkungen) | Höchstplatzierung, Gesamtwochen, AuszeichnungChartplatzierungen (Jahr, Titel, Platzierungen, Wochen, Auszeichnungen, Anmerkungen) | Höchstplatzierung, Gesamtwochen, AuszeichnungChartplatzierungen (Jahr, Titel, Platzierungen, Wochen, Auszeichnungen, Anmerkungen) | Anmerkungen |
| Jahr | Titel                             | FR | BEW | CH | Anmerkungen |
| ---- | --------------------------------- | --- | --- | --- | --- |
| 1974 | J’ai dix ans                      | — | — | — | |
| 1976 | Bidon                             | — | — | — | |
| 1977 | Jamais content                    | FR— GoldFR | — | — | |
| 1978 | Toto 30 ans, rien que du malheur… | FR— GoldFR | — | — | |
| 1980 | Rame                              | FR— GoldFR | — | — | |
| 1983 | On avance                         | FR— GoldFR | — | — | |
| 1985 | C’est comme vous voulez           | FR108 (3 Wo.)FR | — | — | Charteinstieg in FR erst 2001                                                                                                 |
| 1988 | Ultra Moderne Solitude            | FR— PlatinFR | — | — | |
| 1993 | C’est déjà ça                     | FR37 Diamant · (13 Wo.)FR | BEW7 Platin · (29 Wo.)BEW | CH— GoldCH | Erstveröffentlichung: 1. Oktober 1993 Charteinstieg in FR erst 2001; in BEW erst 1995                                         |
| 1997 | Sol en si                         | FR3 (17 Wo.)FR | — | — | Erstveröffentlichung: 6. Oktober 1997 mit Francis Cabrel, Michel Jonasz, Catherine Lara, Maxime Le Forestier, Maurane & Zazie |
| 1999 | Au ras des pâquerettes            | FR1 Diamant · (108 Wo.)FR | BEW5 Gold · (62 Wo.)BEW | CH74 Gold · (8 Wo.)CH | Erstveröffentlichung: 15. November 1999                                                                                       |
| 2005 | La vie Théodore                   | FR1 ×2Doppelplatin · (66 Wo.)FR                                                                                                   | BEW1 Gold · (39 Wo.)BEW | CH3 (9 Wo.)CH | Erstveröffentlichung: 2. September 2005                                                                                       |
| 2008 | Ecoutez d’où ma peine vient       | FR1 ×3Dreifachplatin · (74 Wo.)FR                                                                                                 | BEW2 (30 Wo.)BEW | CH27 (7 Wo.)CH | Erstveröffentlichung: 28. November 2008                                                                                       |
| 2011 | A cause d’elles                   | FR8 Platin · (15 Wo.)FR | BEW11 (19 Wo.)BEW | CH90 (1 Wo.)CH | Erstveröffentlichung: 18. November 2011                                                                                       |
| 2014 | Alain Souchon & Laurent Voulzy    | FR1 ×3Dreifachplatin · (80 Wo.)FR                                                                                                 | BEW1 Gold · (67 Wo.)BEW | CH8 (16 Wo.)CH | Erstveröffentlichung: 21. November 2014 mit Laurent Voulzy                                                                    |
| 2019 | Âme fifties                       | FR2 ×2Doppelplatin · (76 Wo.)FR                                                                                                   | BEW2 (44 Wo.)BEW | CH6 (11 Wo.)CH | Erstveröffentlichung: 18. Oktober 2019                                                                                        |

grau schraffiert: keine Chartdaten aus diesem Jahr verfügbar

### Livealben
| Jahr | Titel                                 | Höchstplatzierung, Gesamtwochen, AuszeichnungChartplatzierungen (Jahr, Titel, Platzierungen, Wochen, Auszeichnungen, Anmerkungen) | Höchstplatzierung, Gesamtwochen, AuszeichnungChartplatzierungen (Jahr, Titel, Platzierungen, Wochen, Auszeichnungen, Anmerkungen) | Höchstplatzierung, Gesamtwochen, AuszeichnungChartplatzierungen (Jahr, Titel, Platzierungen, Wochen, Auszeichnungen, Anmerkungen) | Anmerkungen                                                |
| Jahr | Titel                                 | FR | BEW | CH | Anmerkungen                                                |
| ---- | ------------------------------------- | --- | --- | --- | ---------------------------------------------------------- |
| 1990 | Nickel                                | FR49 ×2Doppelgold · (3 Wo.)FR | — | — | Charteinstieg in FR erst 2001                              |
| 1995 | Defoule sentimentale                  | FR— ×2DoppelgoldFR | BEW9 (15 Wo.)BEW | — | Erstveröffentlichung: 30. Oktober 1995                     |
| 2002 | J’veux du live                        | FR29 Gold · (16 Wo.)FR | BEW26 (6 Wo.)BEW | — | Erstveröffentlichung: 25. November 2002                    |
| 2010 | Alain Souchon est chanteur            | FR13 (25 Wo.)FR | BEW15 (20 Wo.)BEW | — | Erstveröffentlichung: 2. April 2010                        |
| 2016 | Le concert                            | FR14 Platin · (17 Wo.)FR | BEW13 (33 Wo.)BEW | CH75 (2 Wo.)CH | Erstveröffentlichung: 18. November 2016 mit Laurent Voulzy |
| 2022 | Ici & là, en concert au Dôme de Paris | FR44 (13 Wo.)FR | BEW58 (2 Wo.)BEW | — | Erstveröffentlichung: 25. November 2022                    |

grau schraffiert: keine Chartdaten aus diesem Jahr verfügbar
Weitere Livealben
- 1981: Alain Souchon en public
- 1983: Olympia 83

### Kompilationen
| Jahr | Titel                                  | Höchstplatzierung, Gesamtwochen, AuszeichnungChartplatzierungen (Jahr, Titel, Platzierungen, Wochen, Auszeichnungen, Anmerkungen) | Höchstplatzierung, Gesamtwochen, AuszeichnungChartplatzierungen (Jahr, Titel, Platzierungen, Wochen, Auszeichnungen, Anmerkungen) | Höchstplatzierung, Gesamtwochen, AuszeichnungChartplatzierungen (Jahr, Titel, Platzierungen, Wochen, Auszeichnungen, Anmerkungen) | Anmerkungen                             |
| Jahr | Titel                                  | FR | BEW | CH | Anmerkungen                             |
| ---- | -------------------------------------- | --- | --- | --- | --------------------------------------- |
| 2001 | Collection                             | FR— PlatinFR | BEW10 (23 Wo.)BEW | CH30 (23 Wo.)CH | Erstveröffentlichung: 12. November 2001 |
| 2004 | Platinum Collection                    | — | BEW13 (19 Wo.)BEW | — | Erstveröffentlichung: 15. Oktober 2004  |
| 2008 | La vie Théodore + Défoule sentimentale | FR159 (1 Wo.)FR | — | — | Boxset auf 2 Studioalben                |
| 2009 | Triple Best Of                         | — | BEW77 (17 Wo.)BEW | — |                                         |
| 2021 | (Nouvelle) Collection                  | FR59 (9 Wo.)FR | BEW112 (2 Wo.)BEW | — | Erstveröffentlichung: 5. November 2021  |

Weitere Kompilationen
- 1986: Best of Alain Souchon
- 1992: 20 Sur 20 (FR: Platin)
- 2007: 100 chansons

### Singles
| Jahr | Titel Album                                        | Höchstplatzierung, Gesamtwochen, AuszeichnungChartplatzierungen (Jahr, Titel, Album, Platzierungen, Wochen, Auszeichnungen, Anmerkungen) | Höchstplatzierung, Gesamtwochen, AuszeichnungChartplatzierungen (Jahr, Titel, Album, Platzierungen, Wochen, Auszeichnungen, Anmerkungen) | Höchstplatzierung, Gesamtwochen, AuszeichnungChartplatzierungen (Jahr, Titel, Album, Platzierungen, Wochen, Auszeichnungen, Anmerkungen) | Anmerkungen                                              | [↑]: gemeinsam behandelt mit vorhergehendem Eintrag; [←]: in beiden Charts platziert |
| Jahr | Titel Album                                        | FR | BEF | BEW | Anmerkungen                                              |                                                                                      |
| --- | -------------------------------------------------- | --- | --- | --- | -------------------------------------------------------- | ------------------------------------------------------------------------------------ |
| 1973 | L’amour 1830 J’ai dix ans                          | — | BEF28 (4 Wo.)BEF [BEW: ←] | BEF28 (4 Wo.)BEF [BEW: ←] |                                                          |                                                                                      |
| 1975 | J’ai dix ans                                       | — | BEF32 (6 Wo.)BEF [BEW: ←] | BEF32 (6 Wo.)BEF [BEW: ←] |                                                          |                                                                                      |
| 1976 | Qui dit qui rit Bidon                              | — | BEF47 (1 Wo.)BEF [BEW: ←] | BEF47 (1 Wo.)BEF [BEW: ←] |                                                          |                                                                                      |
| 1976 | Bidon                                              | — | BEF3 (14 Wo.)BEF [BEW: ←] | BEF3 (14 Wo.)BEF [BEW: ←] |                                                          |                                                                                      |
| 1976 | S’asseoir par terre Bidon                          | — | BEF15 (9 Wo.)BEF [BEW: ←] | BEF15 (9 Wo.)BEF [BEW: ←] |                                                          |                                                                                      |
| 1986 | Ballade de Jim C’est comme vous voulez             | FR24 (10 Wo.)FR | — | — |                                                          |                                                                                      |
| 1989 | Quand j’serai k.o. Ultra moderne solitude          | FR29 (14 Wo.)FR | — | — |                                                          |                                                                                      |
| 1993 | Foule sentimentale C’est déjà ça                   | FR1 Gold · (26 Wo.)FR | — | — |                                                          |                                                                                      |
| 1994 | L’amour à la machine C’est déjà ça                 | FR21 (13 Wo.)FR | — | — |                                                          |                                                                                      |
| 2000 | Tailler la zone Au ras des pâquerettes             | FR71 (9 Wo.)FR | — | — |                                                          |                                                                                      |
| 2001 | Le baiser / Caterpillar Au ras des pâquerettes     | FR80 (3 Wo.)FR | — | — |                                                          |                                                                                      |
| 2002 | La vie ne vaut rien –                              | FR46 (12 Wo.)FR | — | — | Erstveröffentlichung: 26. Februar 2002                   |                                                                                      |
| 2005 | Et si en plus y’a personne La vie Théodore         | FR19 (25 Wo.)FR | — | BEW12 (12 Wo.)BEW | Erstveröffentlichung: 29. September 2005                 |                                                                                      |
| 2006 | La vie Théodore                                    | FR68 (7 Wo.)FR | — | — | Erstveröffentlichung: 13. März 2006                      |                                                                                      |
| 2008 | Écoutez d’où ma peine vient                        | — | — | BEW7 (7 Wo.)BEW |                                                          |                                                                                      |
| 2009 | Parachute doré Écoutez d’où ma peine vient         | — | — | BEW39 (1 Wo.)BEW |                                                          |                                                                                      |
| 2014 | Derrière les mots Alain Souchon & Laurent Voulzy   | FR35 (10 Wo.)FR | — | BEW22 (2 Wo.)BEW | Erstveröffentlichung: 6. Oktober 2014 mit Laurent Voulzy |                                                                                      |
| 2019 | Presque Âme fifties                                | — | — | BEW39 (1 Wo.)BEW | Erstveröffentlichung: 30. August 2019                    |                                                                                      |
| Folgende Lieder erschienen nicht als Single, wurden aber durch das Album zum Download und Streaming bereitgestellt und konnten somit eine Platzierung erlangen: |                                                    | | | |                                                          |                                                                                      |
| |                                                    | | | |                                                          |                                                                                      |
| 2014 | La baie des fourmis Alain Souchon & Laurent Voulzy | FR197 (1 Wo.)FR | — | — | mit Laurent Voulzy                                       |                                                                                      |

grau schraffiert: keine Chartdaten aus diesem Jahr verfügbar

### Videoalben
- 2002: J’veux du live (FR: Platin)

## Auszeichnungen für Musikverkäufe
| Platin-Schallplatte - Europa - 1996: für das Album C’est déjà ça |

Anmerkung: Auszeichnungen in Ländern aus den Charttabellen bzw. Chartboxen sind in ebendiesen zu finden.
| Land/RegionAuszeichnungen für Musikverkäufe (Land/Region, Auszeichnungen, Verkäufe, Quellen) | Gold       | Platin       | Diamant     | Verkäufe    | Quellen                                                   |
| -------------------------------------------------------------------------------------------- | ---------- | ------------ | ----------- | ----------- | --------------------------------------------------------- |
| Belgien (BRMA)                                                                               | 3× Gold3   | Platin1      | —           | 70.000      | ultratop.be                                               |
| Europa (IFPI)                                                                                | —          | Platin1      | —           | (1.000.000) | ifpi.org (Memento vom 1. Januar 2014 im Internet Archive) |
| Frankreich (SNEP)                                                                            | 10× Gold10 | 16× Platin16 | 2× Diamant2 | 5.970.000   | infodisc.fr snepmusique.com                               |
| Schweiz (IFPI)                                                                               | 2× Gold2   | —            | —           | 50.000      | hitparade.ch                                              |
| Insgesamt                                                                                    | 15× Gold15 | 18× Platin18 | 2× Diamant2 |             |                                                           |

## Filmografie
Musik
- 1992: Ein Tag und eine Nacht (Au pays des Juliets)

Darsteller
- 1980: Die Männer, die ich liebte (Je vous aime)
- 1981: Feuer und Flamme (Tout feu, tout flamme)
- 1982: Ein mörderischer Sommer (L’été meurtrier)
- 1984: Der Flug der Sphinx (Le vol du Sphinx)
- 1985: Der Mann mit dem stahlharten Blick (L’homme aux yeux d’argent)
- 1987: Jane B. par Agnès V.
- 1989: Die Möchte-Gern-Väter (La fête des pères)